# Le Disque d'or de Dalida
 (mai 2020).
Si vous disposez d'ouvrages ou d'articles de référence ou si vous connaissez des sites web de qualité traitant du thème abordé ici, merci de compléter l'article en donnant les références utiles à sa vérifiabilité et en les liant à la section « Notes et références ».
Albums de Dalida
Les Gitans 
(1958) Love in Portofino
(1959)
Le Disque d'or de Dalida est le cinquième album studio de Dalida, contenant des chansons comme Ciao, ciao bambina, Come prima, Hava Nagila, Guitare et Tambourin et Amstramgram.

## Liste des titres
| 1. | Ciao Ciao Bambina                    | 2:50 |
| 2. | Ce serait dommage                    | 2:08 |
| 3. | Si je pouvais revivre un jour ma vie | 2:20 |
| 4. | Du moment qu'on s'aime               | 2:21 |
| 5. | Tu m'étais destiné                   | 2:35 |

| Face B | Face B               | Face B | Face B | Face B | Face B | Face B | Face B | Face B | Face B |
| No     | Titre                | Durée  |        |        |        |        |        |        |        |
| ------ | -------------------- | ------ | ------ | ------ | ------ | ------ | ------ | ------ | ------ |
| 1.     | Come Prima           | 2:38   |        |        |        |        |        |        |        |
| 2.     | Hava Naguila         | 2:17   |        |        |        |        |        |        |        |
| 3.     | Tout l'amour         | 1:45   |        |        |        |        |        |        |        |
| 4.     | Guitare et tambourin | 2:24   |        |        |        |        |        |        |        |
| 5.     | Amstramgram          | 2:18   |        |        |        |        |        |        |        |
| 23:36  |                      |        |        |        |        |        |        |        |        |